# Ramsbottomia asperior
Ramsbottomia asperior är en svampart som först beskrevs av William Nylander, och fick sitt nu gällande namn av Benkert & T. Schumach. 1985. Ramsbottomia asperior ingår i släktet Ramsbottomia och familjen Pyronemataceae.  Arten är reproducerande i Sverige. Inga underarter finns listade i Catalogue of Life.